# オートピア
オートピア（Autopia)は世界のディズニーパークにあるレーシングカートタイプのアトラクション。

## このアトラクションが存在するパーク
- ディズニーランド（ディズニーランド・リゾート）
- マジック・キングダム（ウォルト・ディズニー・ワールド・リゾート）
- ディズニーランド・パーク（ディズニーランド・パリ）

過去に存在していたパーク
- 香港ディズニーランド（香港ディズニーランド・リゾート）
- 東京ディズニーランド（東京ディズニーリゾート）

## 概要
道路における自動車の運転免許を取得できる年齢未満の子供やティーンエイジャーに、高速道路を運転する機会を与えるために創られた、ガソリンエンジンで走る本格的なゴーカートである。なお、地面には金属のガイドが帯状に設置されており、このガイドレールを離れて運転することはできない。
パークによってアトラクションの名称が異なるが、基本的に同一のアトラクションである。さらに、マジックキングダムと東京ディズニーランドでは、どの車に乗っても同じコースをたどる（4台分のコースが最初から最後まで並走している）が、ディズニーランド・パリでは4台のコースがそれぞれ異なっている。

## 各施設紹介

### ディズニーランド
| オートピア Autopia | オートピア Autopia | オートピア Autopia                                                                        | オートピア Autopia                                                                        |
| ------------------ | ------------------ | ----------------------------------------------------------------------------------------- | ----------------------------------------------------------------------------------------- |
| オープン日         | オープン日         | 1955年7月17日（ディズニーランドと同時にオープン）                                         | 1955年7月17日（ディズニーランドと同時にオープン）                                         |
| スポンサー         | スポンサー         | リッチフィールド（1955年〜1970年）→ シェブロン（2000年〜2012年）→本田技研工業（2016年〜） | リッチフィールド（1955年〜1970年）→ シェブロン（2000年〜2012年）→本田技研工業（2016年〜） |
| 利用制限           |                    | なし                                                                                      | なし                                                                                      |
| ファストパス       | ファストパス       |                                                                                           | 〇                                                                                        |
| シングルライダー   | シングルライダー   |                                                                                           | 〇                                                                                        |

オートピア(Autopia)は、ゴーカートタイプのアトラクション。
1959年と1964年、1968年に再設計され、隣接していたファンタジーランドオートピアを吸収しコースを拡張するため1999年9月から2000年6月までクローズした。

### マジック・キングダム
| トゥモローランド・スピードウェイ Tomorrowland Speedway | トゥモローランド・スピードウェイ Tomorrowland Speedway | トゥモローランド・スピードウェイ Tomorrowland Speedway         | トゥモローランド・スピードウェイ Tomorrowland Speedway         |
| ------------------------------------------------------ | ------------------------------------------------------ | -------------------------------------------------------------- | -------------------------------------------------------------- |
| オープン日                                             | オープン日                                             | 1971年10月1日（マジック・キングダムと同時にオープン）          | 1971年10月1日（マジック・キングダムと同時にオープン）          |
| スポンサー                                             | スポンサー                                             | グッドイヤー→インディアナポリス・モーター・スピードウェイ→なし | グッドイヤー→インディアナポリス・モーター・スピードウェイ→なし |
| 利用制限                                               |                                                        | なし                                                           | なし                                                           |
| ファストパス                                           | ファストパス                                           |                                                                | 〇                                                             |
| シングルライダー                                       | シングルライダー                                       |                                                                | 対象外                                                         |

トゥモローランド・スピードウェイ(Tomorrowland Speedway)は、ゴーカートスタイルのアトラクション。
オートピアをベースに創られたものでゲストは誰でも時速11キロで689mの長さのトラックのコースを走ることができる。
1988年以降、ミッキーのバースデーランド（現ファンタジーランド）建設のため、コースは短くなる。
オープン当初はグランプリ・レースウェイという名称だったが、1996年9月にトゥモローランド・スピードウェイ、1999年にトゥモローランド・インディ・スピードウェイ、2008年に再びトゥモローランド・スピードウェイに名称が変更された。

### 東京ディズニーランド
| グランドサーキット・レースウェイ | グランドサーキット・レースウェイ | グランドサーキット・レースウェイ                     | グランドサーキット・レースウェイ                     |
| -------------------------------- | -------------------------------- | ---------------------------------------------------- | ---------------------------------------------------- |
| オープン日                       | オープン日                       | 1983年4月15日 (東京ディズニーランドと同時にオープン) | 1983年4月15日 (東京ディズニーランドと同時にオープン) |
| クローズ日                       | クローズ日                       | 2017年1月11日                                        | 2017年1月11日                                        |
| スポンサー                       | スポンサー                       | ブリヂストン（1983年4月15日〜2016年4月15日）→なし    | ブリヂストン（1983年4月15日〜2016年4月15日）→なし    |
| 利用制限                         |                                  | 1人で乗るには7歳以上で身長132cm以上                  | 1人で乗るには7歳以上で身長132cm以上                  |
| ファストパス                     | ファストパス                     |                                                      | 対象外                                               |
| シングルライダー                 | シングルライダー                 |                                                      | 対象外                                               |

グランドサーキット・レースウェイ(Grand Circuit Raceway)は、ゴーカートスタイルのアトラクション。2017年1月11日をもってクローズした。
レースカーはコース上に敷かれたレールに沿って走るものだが、本物のガソリン自動車である。ただし、ピット内に給油機はあるものの、給油は通常パークの営業時間外に行われるため、その作業をゲストが見ることはできない。エンジン本体はロビンエンジンが採用された。オープンから1994年頃まで、エンジンの始動は本体横の紐を引くタイプだった。そのため、冬季は長時間停めた状態から始動する際、なかなかエンジンが掛からないこともあった。のちに全てセルモーター付きのエンジンに換装されたものの、やはり冬場や朝など長時間停めた状態からの始動では掛かからないことがよくある。
レースカー1台の定員は大人2名（未就学児が含まれる場合は未就学児2名大人1名もしくは、未就学児1名小学生1名大人1名の3名で乗車可能）。アクセルペダルを踏むために、身長132cm未満では保護者の同乗が必要となっている。なお、身長制限132cmはTDL内で最も高い基準である。
当初はコースが長かったが、1996年のトゥーンタウン開業に向けた用地確保のため、1994年12月23日にリニューアルし、敷地が縮小された。
以前は追突防止のために、キャストが「減速」や「一時停止」などの指示を個別に出していたが、レースカーがぶつかることを考慮してか2003年頃からは、レースカーの更新により車間センサーが組み込まれ、前方の車両に近づきすぎると自動的にブレーキがかかるという仕組みに変更された。そのためかレースカーの前方と後方のバンパーははみ出ているような仕組みとなっている。また、さらなる安全対策として、ゲストがキャストの操作方法の説明中に冒進しないよう、エンジンルーム脇に非常ブレーキ（小型のスイッチ）が設置され、キャストがスイッチを引かないと発進出来ないように改造された。
レースカーの色は赤、青、水色、黄色、黄緑、白の6種類。それぞれ右ハンドル、左ハンドル共に数台ずつ存在する。過去にオレンジが一台だけ存在した。これは、前述のブレーキセンサー取り付け改造時の不足を補う為に導入されたもので、細部の造形が他のカラーの車とは異なっていた。
コース内の芝生には時々カルガモ、キジ、オナガガモなど野生の鳥が出没し、コースを横切ることもある。
2014年10月30日に発表された東京ディズニーランド・ファンタジーランドの再開発計画において敷地一帯がファンタジーランドの拡張予定地と表記されていたが、2016年10月20日に2017年1月11日をもってクローズすることが正式に発表された。2016年11月21日から、クローズ当日まで「グランドサーキット・レースウェイ ファイナルラップ・キャンペーン」を開催。期間中に乗車した全てのゲストに記念品として「乗車証明書」が配布された。跡地は開発され、美女と野獣“魔法のものがたり”、ファンタジーランド・フォレストシアター、ベイマックスのハッピーライド、ミニーのスタイルスタジオなどが建設された。

### ディズニーランド・パリ
| オートピア       | オートピア       | オートピア                                                        | オートピア                                                        |
| ---------------- | ---------------- | ----------------------------------------------------------------- | ----------------------------------------------------------------- |
| オープン日       | オープン日       | 1992年4月12日（ユーロ・ディズニーランド（当時）と同時にオープン） | 1992年4月12日（ユーロ・ディズニーランド（当時）と同時にオープン） |
| スポンサー       | スポンサー       | フォード→なし                                                     | フォード→なし                                                     |
| 所要時間         | 所要時間         | 約5分                                                             | 約5分                                                             |
| 定員             | 定員             | 2名/1機                                                           | 2名/1機                                                           |
| 利用制限         |                  | なし                                                              | なし                                                              |
| ファストパス     | ファストパス     |                                                                   | 対象外                                                            |
| シングルライダー | シングルライダー |                                                                   | 対象外                                                            |

オートピア(Autopia)は、ゴーカートタイプのアトラクション。
東京ディズニーランドのグランド・サーキット・レースウェイに相当するが、こちらのほうがコースが相当長く入り組んでいる。また、使用するカートの形状が丸みを帯びたおもちゃの自動車のような外観をしている点にも特徴がある。

### 香港ディズニーランド
| オートピア       | オートピア       | オートピア    | オートピア    |
| ---------------- | ---------------- | ------------- | ------------- |
| オープン日       | オープン日       | 2006年7月13日 | 2006年7月13日 |
| クローズ日       | クローズ日       | 2016年6月11日 | 2016年6月11日 |
| スポンサー       | スポンサー       | 本田技研工業  | 本田技研工業  |
| 所要時間         | 所要時間         | 約4分         | 約4分         |
| 定員             | 定員             | 2名/1機       | 2名/1機       |
| 利用制限         |                  | なし          | なし          |
| ファストパス     | ファストパス     |               | 対象外        |
| シングルライダー | シングルライダー |               | 対象外        |

オートピア(Autopia)は、ゴーカートタイプのアトラクション。
香港のオートピアのみガソリンではなく、電気でゴーカートが動く。また、並ぶコースによってコースレイアウトが大きく異なる。2016年6月11日に、マーベル・コミックをテーマとするアトラクションの建設のためにクローズした。